# Kevork Chavush
Kevork Ghazarian (en arménien : Գէորգ Ղազարեան), né en 1870 et mort le 27 mai 1907, connu comme Kevork Chavush (aussi orthographié Kévork Tchavouch) ou Georges Chaush (en arménien : Գէորգ Չաւուշ), est un fedaï arménien.

## Biographie
Kevork Chavush est un combattant légendaire dont le but principal était d'améliorer le sort de la paysannerie arménienne face au harcèlement des Turcs et des Kurdes maraudeurs. À cette fin, il préconisait la résistance armée. Lui et ses hommes ont combattu dans la région de Daron-Sasun dans l'Empire ottoman de 1904 à 1907, jusqu'à ce qu'il fut tué au combat. Kevork Chavush était connu pour avoir de bonnes relations avec certains dirigeants kurdes de la région. Il se réunissait ouvertement et dînait avec eux et, en même temps, essayait de les persuader de ne pas obéir aux ordres du sultan, qui avait embauché les Kurdes. Kevork Chavush est appelé « l'homme au poignard qui était toujours prêt à punir ceux qui ont molesté les personnes sans défense ».